# Alfredo Costa Monteiro

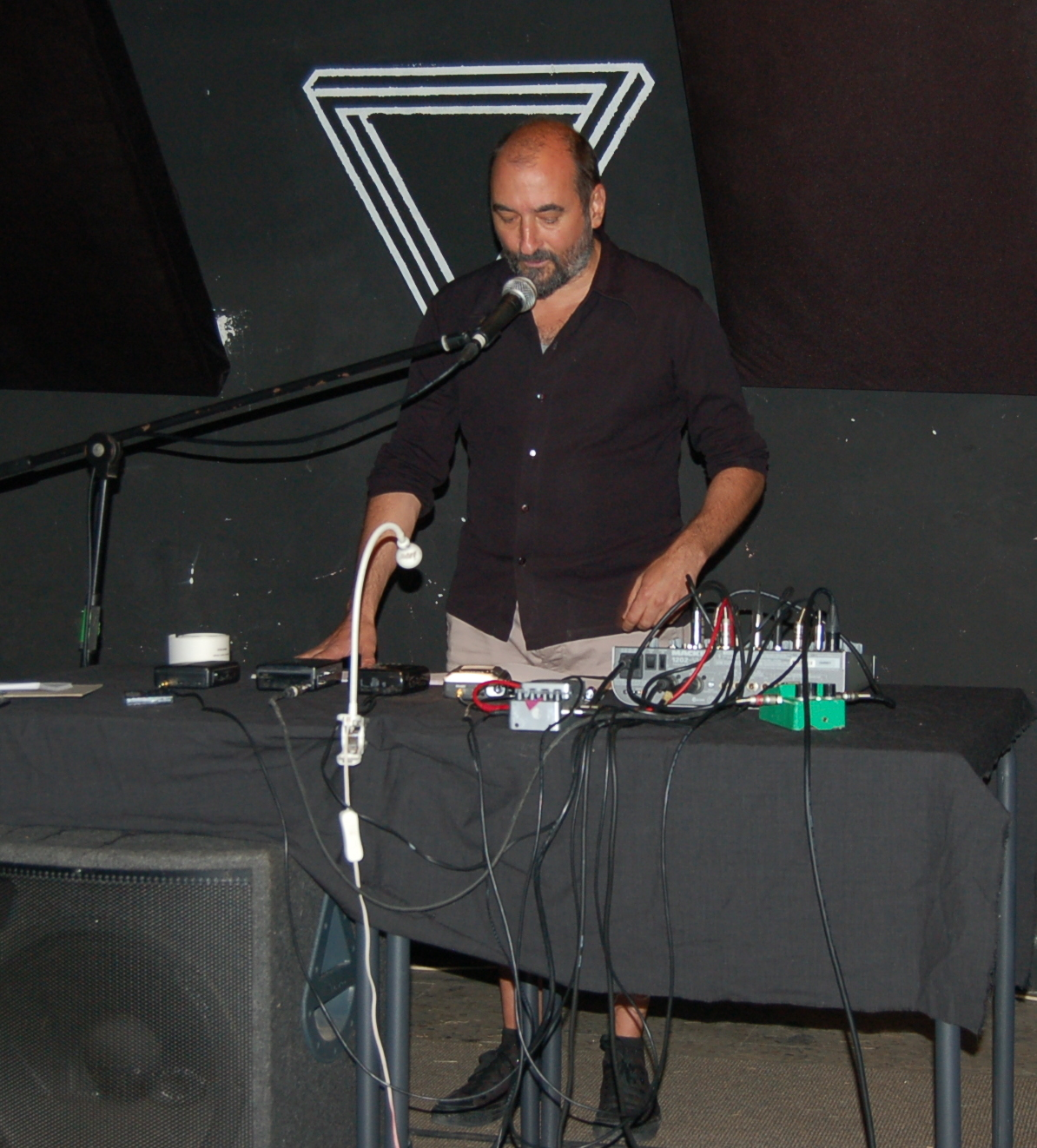
Alfredo Costa Monteiro w Liceo Mutante (Pontevedra).

Alfredo Costa Monteiro (ur. 1964 w Porto) – portugalski muzyk.
Od 1992 roku mieszka i tworzy w Barcelonie. W tym samym roku zakończył studia na akademii sztuk pięknych w Paryżu, gdzie obronił dyplom w dziedzinie rzeźby i multimediów. Od tego momentu działa i tworzy na pograniczu instalacji, poezji wizualnej i dźwięku. Poza działalnością w zakresie sztuk plastycznych, od 1995 roku zaangażował się w muzykę improwizowaną jako multiinstrumentalista (akordeon, gitara elektryczna, gramofon). Ma na swoim koncie wiele wystaw plastycznych jak również występy na licznych festiwalach muzycznych. Współpracował z wieloma muzykami i odbywał trasy koncertowe po Europie i Japonii. Od 1998 roku jest członkiem 22a, niezależnego kolektywu twórców sztuki współczesnej. Jest też członkiem IBA col.lectiu d’improvisació. W zakresie poezji dźwiękowej jego współpracownikiem jest Leos Ator, pisze i występuje po francusku, hiszpańsku i portugalsku.
W Polsce Alfredo Costa Monteiro wystąpił m.in. podczas 4 edycji PARKOWANIA - interdyscyplinarnego projektu realizowanego w sierpniu 2010 w Parku Oliwskim w Gdańsku. Efektem tego była nagrana wspólnie przez uczestników płyta Audioteka - 4 żywioły. Monteneiro był odpowiedzialny za stworzenie dźwiękowego obrazu żywiołu ognia i posłużyły mu do tego nagrania terenowe zrealizowane w śródziemnomorskich pustych przestrzeniach miejskich.
Jest członkiem następujących grup:
- Cremaster (z Ferranem Fagesem)
- I Treni Inerti (z Ruth Barberán)
- Neumatica (z Pablo Rega)
- Mut (z Pablo Rega, Ferranem Fagesem, Arthurem Fernándezem, Avelino Saavedra)

## Dyskografia

### Płyty solowe
- 2007 - Anatomy of Inner Space
- 2005 - Stylt
- 2003 - Rumeur
- 2001 - Paper Music
- 1999 - Les Silences de la BnF
- 1999 - Rubber Music

### Inne płyty
- 2005 - I Treni Inerti - Aérea
- 2004 - Ferran Fages, Ruth Barberán, Alfredo Costa Monteiro - Atolon
- 2003 - I Treni Inerti - Ura
- 2003 - Ernesto Rodrigues, Alfredo Costa Monteiro, Guilherme Rodrigues, Margarida Garcia - Cesura
- 2000 - Cactus - Una Manana
- 1999 - Superelvis - Vegetal